# 30154 Christichil
30154 Christichil è un asteroide della fascia principale. Scoperto nel 2000, presenta un'orbita caratterizzata da un semiasse maggiore pari a 2,4621381 UA e da un'eccentricità di 0,1907944, inclinata di 4,22054° rispetto all'eclittica.